# Sanja Pregl
Sanja Pregl, slovenska pisateljica, * 12. september 1970, Ljubljana

## Življenje
Sanja Pregl se je rodila v Ljubljani očetu Slavku Preglu, mladinskemu pisatelju in materi Tatjani Pregl Kobe, pesnici, pisateljici, esejistki. Končala je znanstveni magisterij na Ekonomski fakulteti v Ljubljani. Živi, dela in ustvarja v Ljubljani. V letih 2007 do 2009 je imela redno rubriko PiSanja v reviji Otrok in družina, v kateri je obravnavala izzive, ki jih prinaša enostarševsko življenje. Z bratom Arjanom Preglom, slikarjem in ilustratorjem, skupaj ustvarjata slikanice za otroke. Njena dela so prevedena in izdana v več tujih jezikov. 

## Delo
Doslej je izdala enaidvajset leposlovnih knjig. Prvih pet pred leti, po malo daljši prekinitvi ostale. Za dvojezično knjigo za odrasle »Zgodbe iz drugega nadstropja« je na mednarodnem natečaju mesta Salo prejela literarno nagrado. Knjige za otroke – Zbirka Hobotnica Alenčica – dela skupaj z bratom. Izdala sta že tri knjige v tej zbirki. Knjige v zbirki Ljubezni je za vse dovolj dela z ilustratorko Majo Lubi.

### Knjige za odrasle
- Vrtiljak v labirintu, Edina, Ljubljana, 1995 (COBISS)
- Tanaja (1996), (COBISS)
- Ferdinand  (1997), (COBISS)
- Lahko bi bili angeli, če bi angeli obstajali (1998), (COBISS)
- Angel varuh (1999), (COBISS)
- Objem (2003), (COBISS)
- Zgodbe iz drugega nadstropja (2008), (COBISS)
- Tisti dan (2017), (COBISS)
- Izgubljene dvojine (2019), (COBISS)
- V deželi bogov plešem z boginjami (2023) (COBISS)
- Gin in tonik (2023) (COBISS)
- Tečaj poslušnosti (2025) (COBISS)

### Knjige za otroke
- Hobotnica Alenčica in ribica z vprašanjem (2009), (COBISS)
- Hobotnica Alenčica in morski psiček (2009), (COBISS)
- Hobotnica Alenčica in mala morska zvezda (2009), (COBISS)
- Jamčica Maja (2011), (COBISS)
- Ljubezni je za vse dovolj (2011), (COBISS)
- Si, čeprav te ni (2012), (COBISS)
- Vse za prijatelja (2012), (COBISS)
- Prevejanke (2013), (COBISS)
- Pravi prijatelj (2017), (COBISS)
- Kuža in dež (2022) (COBISS)

Prevedene in v tujini izdane knjige
- »Existe Amor para Todos« (»Ljubezni je za vse dovolj«), Ciranda Cultural Editora e Distribudora, Sao Paulo, Brazilija, 2012
- »Voce Se Foi.... Mas Esta Em Meu Coraçao«, Bicho Esperto Blumenan, Sao Paulo, Rideel,Brazilija, 2013
- »Hay amor para todos« (»Ljubezni je za vse dovolj«), Ediciones Obelisco, Barcelona, Španija, 2015
- »Has marxat, peró segueixes aqui«, Ediciones Obelisco, Barcelona, Španija, 2016
- »Te has ido, pero sigues estando aqui«, Ediciones Obelisco, Barcelona, Španija, 2016
- »Sarai sempre qui con me«, Ediciones Obelisco, Bologna, Italija 2016
- »Ljubezni je za vse dovolj«, Beijing Ruyi Xinxin Publishing Co.,LTD, Peking, Kitajska, 2016
- »Si, čeprav te ni«, Beijing Ruyi Xinxin Publishing Co.,LTD, Peking, Kitajska, 2016
- »Si, čeprav te ni«, Legend Book House and Distributor, Peking, Kitajska, 2016
- »Kamu telah pergi, namun kamu masih di sin«, Lagend Book House, Kuching, Sarawak, 2016
- »Skutočný kamarát«, Pro Solutions, Sadków, Poljska, 2017
- »Miłości starczy dla wszystkich«, Oprawa twarda, Warsawa, Poljska, 2017
- »Odszedłeś, ale wciąż tu jesteś«, Oprawa twarda, Warsawa, Poljska, 2017
- »Pravi prijatelj«, Pro Solutions, s.r.o., Bratislava, Slovaška 2017
- »Armastust jagub koigile«, Tammerraamat, Estonija, 2018
- »Pravi prijatelj«, Associação Franciscana de Ensino Senhor Bom Jesus, Parana, Brazilija, 2018
- »Alone together«, Europe Books, London, 2024

Spletne revije
- Per tutti c’è amore in abbondanza (ilustracija: Catherina Zavodnik, prevod: Jolka Milič), 2013
- Objem /  The Embrace (prevod: Andreja Stajnko), 2020, LOCUTIO, prva slovenska literarna on-line revija, letnik XXIV, številka 114, 1. december 2020
- Ljubezni je za vse dovolj / Per tutti c’è amore in abbondanza (prevod: Jolka Milič), 2021, LOCUTIO, prva slovenska literarna on-line revija, letnik XXIV, številka 116, 1. april 2021
- Prevejanke / Raccontini rifatti (prevod: Jolka Milič), 2021, LOCUTIO, prva slovenska literarna spletna revija, letnik XXIV, številka 117, 1. oktober 2021

## Nagrade
Nagrajena je bila na Mednarodnem natečaju za poezijo mesta Salò (2009)
Nominacija za nagrado Mira, Ljubljana, 2019